# La novia era un chico
La novia era un chico (japonés: 花嫁は元男子, Hepburn: Hanayome wa Motodanshies) es un manga autobiográfico japonés escrito e ilustrado por Chii. Fue publicado en un solo volumen en febrero de 2016.

## Argumento
La autobiografía sigue a Chii mientras navega por el amor, la sexualidad y el género como mujer trans. Ella relata su relación con su novio y eventual esposo, y explica cómo hizo su transición física y legal.

## Publicación
El manga fue escrito e ilustrado por Chii. Fue publicado en un solo volumen tankōbon por Asukashinsha el 9 de febrero de 2016. En noviembre de 2017, Seven Seas Entertainment anunció que había obtenido la licencia de la serie para su publicación en inglés. Lanzaron el volumen el 8 de mayo de 2018.
En España el título fue publicado por Fandogamia Editorial.

## Recepción
Como parte de la guía de manga de primavera de 2018 de Anime News Network, Amy McNulty, Lynzee Loveridge y Rebecca Silverman revisaron el volumen para el sitio web. Los tres críticos elogiaron la historia y el arte como "conmovedores". El crítico de Publishers Weekly tuvo pensamientos similares sobre el volumen, elogiando el arte y la emoción de la trama. Johanna de Comics Worth Reading también elogió el volumen por ser educativo y entretenido. Jason Thompson de Otaku USA recomendó la serie por razones similares a las de otros críticos, elogiando la trama y el arte. Sean Gaffney de A Case Suitable for Treatment estuvo de acuerdo con Johanna y elogió el volumen como divertido y educativo. Melina Dargis de The Fandom Post coincidió con críticos anteriores y elogió el volumen como "conmovedor".
En 2019, el volumen se ubicó en la lista de las mejores novelas gráficas para adolescentes de la Asociación de Servicios Bibliotecarios para Jóvenes Adultos.